# Endeshaw Negesse
Endeshaw Negesse (Etiopía, 13 de marzo de 1988) es un deportista etíope, especializado en carreras de fondo. Ganó la maratón de Tokio en el año 2015 en un tiempo de 2:06:00. Su mejor marca personal en la maratón es 2:04:52.